# Fayetteville (Virginia Occidentale)
Fayetteville è un comune degli Stati Uniti d'America, situato nello Stato della Virginia Occidentale, nella contea di Fayette, della quale è il capoluogo.